# Locanda delle Fate
Locanta delle Fate est un groupe de rock progressif italien. Ils comptent un seul album, Forse le lucciole non si amano più en 1977 avant de se séparer peu de temps après. Cependant, ils se réunissent près de vingt ans plus tard (sans leur chanteur) pour sortir l'album Homo Homini Lupus (1999).

## Biographie
La Locanda delle Fate émerge dans la scène italienne en 1977, avec la sortie de leur premier et unique album, intitulé Forse le lucciole non si amano più, pour le label Polydor Records. Le style musical se revendique clairement dans la tradition du rock progressif italien Premiata Forneria Marconi, Banco del Mutuo Soccorso) qui, dans les dernières années de cette décennie, déclinait en Italie comme à l'international. L'album est salué par la critique et considéré comme l'un des plus accomplis du romantisme progressif made in Italy, mais n'obtient pas le succès commercial. Le groupe sort deux autres singles en 1978 (New York / Nove Lune, in formazione a cinque, dopo l'abbandono di Sasso e Mazzoglio) et en 1980 (Annalisa / Volare un pò più al alto), avec le trio survivant composé de Vevey, Boero et Comptez et sous le nom abrégé La Locanda) avant de se séparer.
Dans les années suivantes, Alberto Gaviglio un single en 1981 (Ezio Vevey de qualcosa resterà / Vacci piano) et collabore avec Edoardo de Angelis, Krisma et Paolo Conte (sur l'album Un gelato al limon), publie en 1986 avec le single Il lato sporco di noi.
Le groupe annonce plus tard une possible réunion. En 1999, ils publient leur deuxième album, Homo homini lupus. L'album est enregistre par une formation différente de celle de 1977 (sans le chanteur Leonardo Sasso ; le claviériste Michele Conta apparaît en une seule pièce). L'album est très apprécié mais généralement considéré comme nettement inférieur au précédent.
En 2006, La Locanda annonce le retour de sa formation et une tentative d'enregistrer un nouvel album, produit par Niko Papathanassiou (Vangelis et producteur de Forse le lucciole non si amano più), mais échoue.
Une tournée s'effectue en mai 2015 avec 32 dates, apparaissant au Japon, au Mexique, en Belgique et en France aux côtés de Francesco di Giacomo et Aldo Tagliapietra. À la fin 2017, le groupe joue un dernier concert d'adieu,.

## Membres
- Leonardo Sasso - chant
- Ezio Vevy - guitare, chant, flûte
- Alberto Gaviglio - guitare, chant
- Michele Conta - claviers
- Oscar Mazzoglio - claviers
- Luciano - basse
- Giorgio Gardino - percussions

## Discographie
- 1977 : Forse le lucciole non si amano più
- 1993 : Live (enregistré en 1977)
- 1999 : Homo homini lupus